# Santa Pau
Santa Pau es un municipio de la provincia de Gerona, ubicado en la comarca de La Garrocha, Cataluña. 
Está situado en el centro mismo del parque natural de la Zona Volcánica de la Garrocha, entre los municipios de Olot y Mieras, de relieve accidentado por los conos volcánicos del Croscat, Roca Negra y Santa Margarita y por las sierras de Finestres, el Corb y Sant Juliá del Mont.

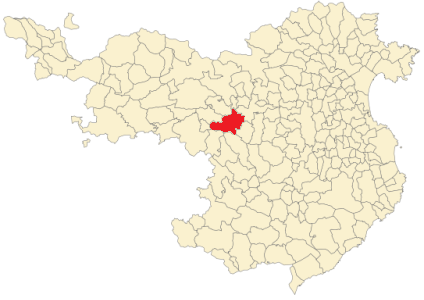
Situación de Santa Pau en la provincia de Gerona

## Economía
Agricultura de secano en los valles. Ganadería bovina, porcina y avicultura. Tiene industria cárnica, de madera y textil. Cada vez es más importante en su economía el turismo.

## Demografía
Santa Pau cuenta con una población de 1611 habitantes (INE 2024).
| Gráfica de evolución demográfica de Santa Pau entre 1842 y 2021 |
| |
| Población de derecho según los censos de población del INE Población de hecho según los censos de población del INEEntre el censo de 1857 y el anterior, crece el término del municipio porque incorpora a San Miguel de Sacot y Sellent |

| 1497 | 1515 | 1553 | 1717 | 1787 | 1857 | 1877 | 1887 | 1900 |
| ---- | ---- | ---- | ---- | ---- | ---- | ---- | ---- | ---- |
| 56   | 93   | 102  | 633  | 1788 | 2606 | 2336 | 2353 | 2066 |

| 1910 | 1920 | 1930 | 1940 | 1950 | 1960 | 1970 | 1981 | 1990 |
| ---- | ---- | ---- | ---- | ---- | ---- | ---- | ---- | ---- |
| 2184 | 2364 | 2107 | 2025 | 1988 | 1635 | 1514 | 1263 | 1388 |

| 1992 | 1994 | 1996 | 1998 | 2000 | 2002 | 2004 | 2006 | — |
| ---- | ---- | ---- | ---- | ---- | ---- | ---- | ---- | - |
| 1385 | 1450 | 1445 | 1448 | 1484 | 1506 | 1516 | 1565 | — |

## Historia
Fue centro de la baronía de Santa Pau, antigua población medieval bien conservada, con el castillo de Santa Pau (siglo XIII-XIV) que tiene la fachada en la plaza porticada. Está declarada Monumento Histórico Artístico.

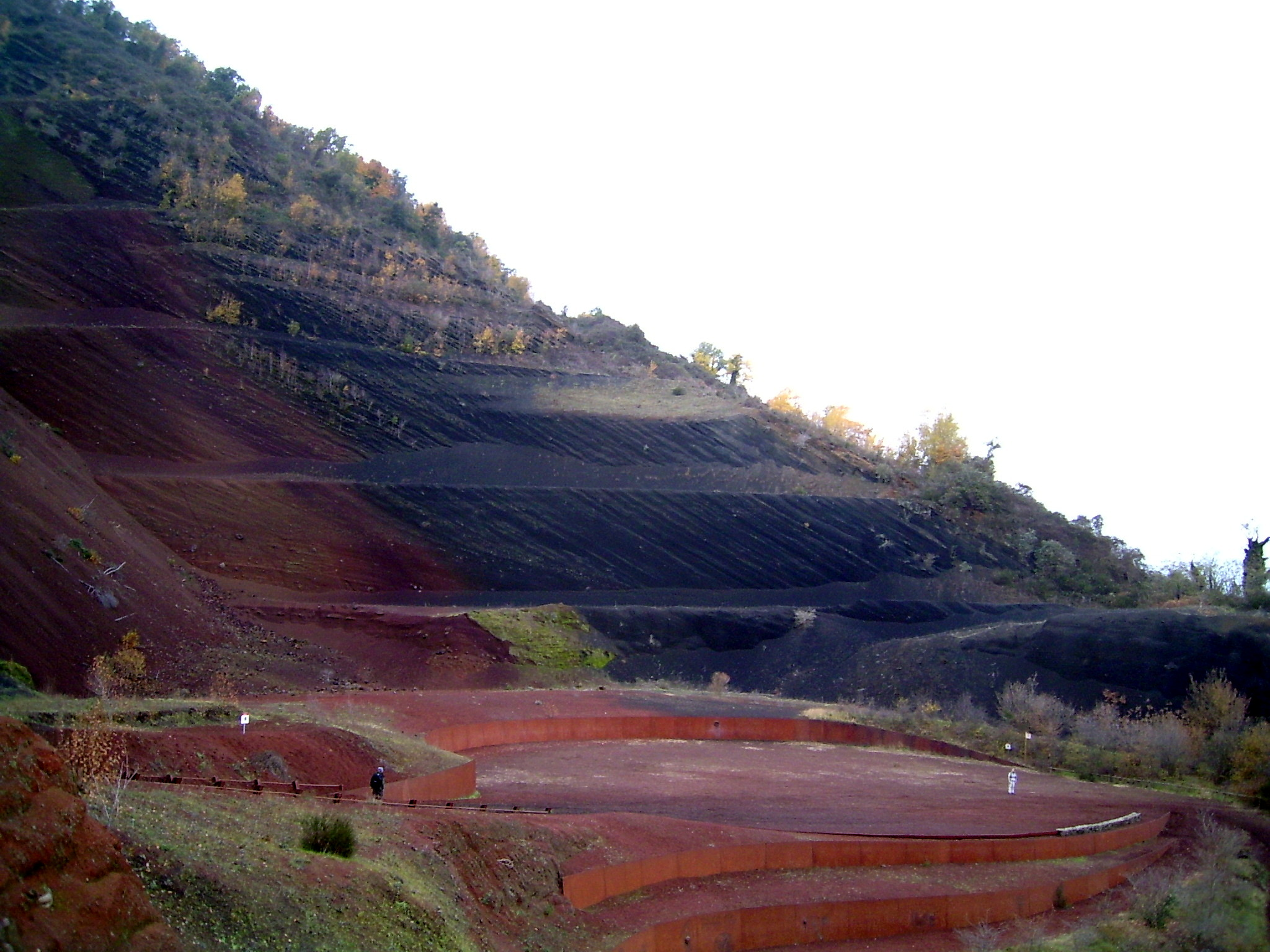
Gredal del volcán Croscat

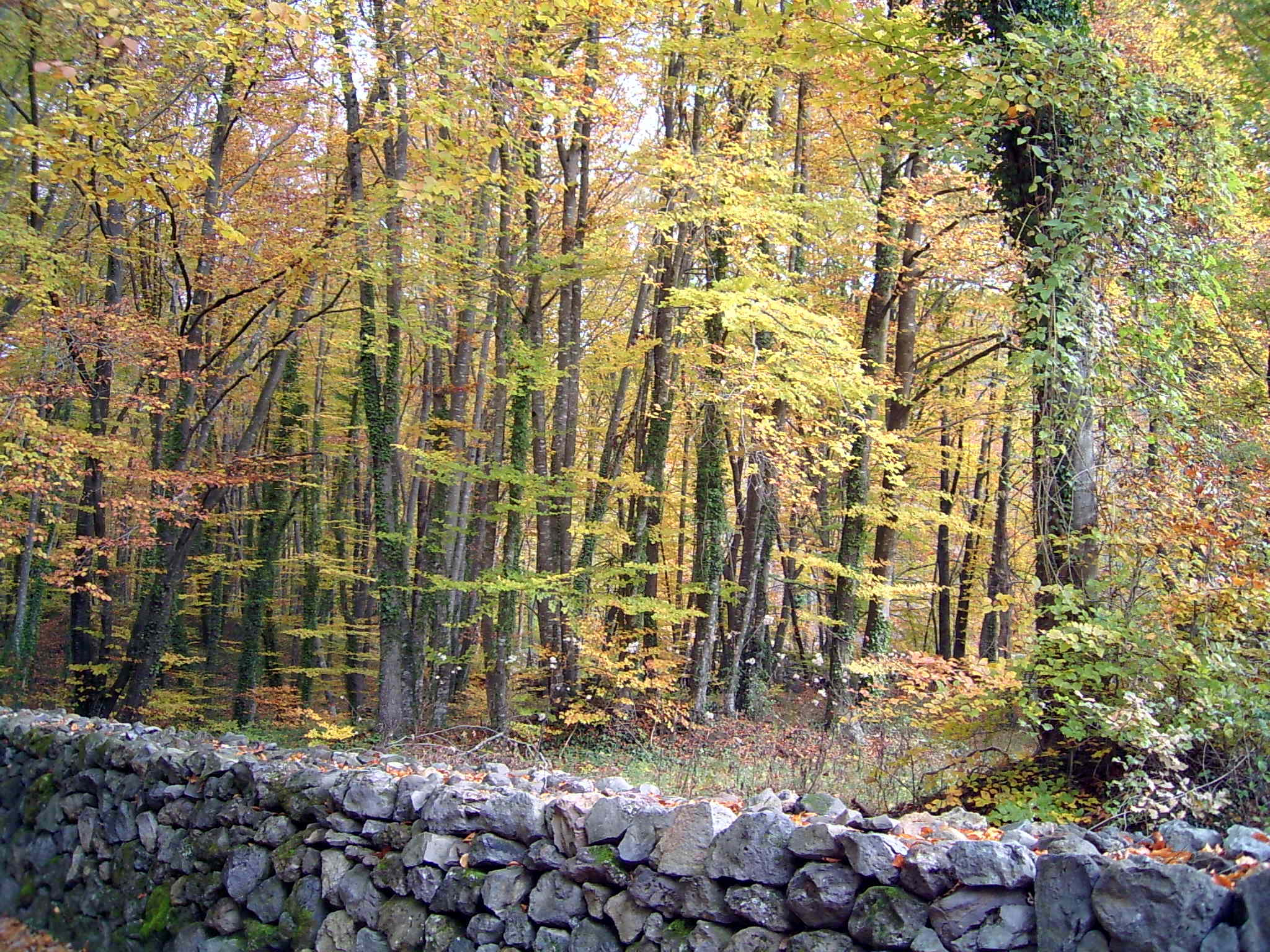
Hayedo de Jordá

## Lugares de interés
- Iglesia de Santa María. Siglo XV.
- Iglesia de San Vicente. Románica.
- Iglesia de Sant Honorat. Retablo de alabastro del año 1340.
  - Monasterio de Sant Juliá del Mont.
- Santuario de la Virgen dels Arcs, con ábside románico y campanario de espadaña.
- Santuario de Santa Margarita de la Cot. Románico, está situado en el cráter del volcán de Santa Margarita.
- Gredal del volcán Croscat.
- Hayedo de Jordá. Hayedo que crece en un terreno plano sobre una colada de lava procedente del volcán Croscat.

Cine: en Santa Pau se rodó la película de comedia El pregón protagonizada por Andreu Buenafuente y Berto Romero y dirigida por Dani de la Orden.